# Lusmagh
Lusmagh est un village d'Irlande dans le comté d'Offaly.

## Géographie
Il est délimité par trois cours d'eau : le Shannon, la Lusmagh et la Little Brosna, respectivement à l'ouest, à l'est et au sud. La ville de Banagher est au nord-est de l'autre côté de la rivière Lusmagh.

## Histoire
Lusmagh était considéré comme faisant partie du comté de Galway en 1628 et du Connacht jusqu'en 1373 ; la paroisse catholique romaine de Lusmagh est la seule du diocèse de Clonfert à l'est du Shannon. D'après l'histoire des O'Kelly de Hy-Many, Lusmhaigh signifie « plaine des herbes médicinales ». À l'époque chrétienne, la paroisse s'appelait Cill Mochonna (église de Mo Chua). Saint Mo Chua of Balla (en), également appelé Crónán, fonda un monastère en 600 sur le site du château de Cloghan. Le nom Lusmagh a été redonné à la paroisse catholique vers 1810. Son église paroissiale, nommée d'après St. Crónán, est à environ cinq kilomètres au sud-ouest de Banagher,.

### Le château de Cloghan
Le château de Cloghan est construit à l'origine comme monastère par Saint Crónán en 600. Les Normands fortifient les vestiges du monastère en 1203 en construisant un mur défensif autour de lui, dont une partie existe toujours. Le chef gaélique Eoghan O'Madden construit le donjon du château en 1336. Son royaume s'étendait à l'ouest jusqu'à Loughrea dans le comté de Galway. Le château est attaqué et rasé en 1595 par William Russell, le Lord Deputy, et confisqué pour la Couronne. Il est alors accordé, avec 6 000 acres, à Sir John Moore en 1601 qui est responsable de la construction du toit en poutres de chêne. John Moore est limogé de son poste au gouvernement lorsqu'il est découvert qu'il est catholique. Le château reste dans la famille Moore jusqu'à ce qu'il soit pris par les soldats cromwelliens en 1654. Ceux-ci restent en résidence jusqu'en 1683 lorsque le roi Charles II l'accorde à Garret Moore. Il est mis en garnison par les Jacobites en 1689 et 1690 et les restes de leurs emplacements de canons peuvent encore être vus dans le parc. Les Moore étaient de bons propriétaires et ont fait de leur mieux pour atténuer les souffrances de leurs locataires lors de la grande famine de 1845 à 1847. À la suite de la famine, les Moore ont fait faillite et ont dû vendre les terres. Le château est alors acheté par Robert Graves, un médecin de Dublin qui a découvert la maladie de Basedow. Il est mort un an après avoir acheté le château. Après sa mort, sa veuve expulse jusqu'à 100 locataires de la propriété. Son petit-fils la revend en 1908 avant d'émigrer en Australie.
La terre de Lusmagh a finalement été reprise par la Land Commission (en) et divisée entre les métayers locaux vers 1910.

## Personnalité
- Michael Larkin (1837–1867), un des martyrs de Manchester, y est né.